# Bicon sanguineus
Bicon sanguineus là một loài bọ cánh cứng trong họ Cerambycidae.